# Hive (gioco)
Hive (Alveare in inglese) è un gioco da tavolo strategico ideato da John Yianni.
Nel gioco due agguerriti gruppi di insetti combattono spostandosi e sciamando gli uni contro gli altri nel tentativo di contendersi il predominio dell'alveare imprigionando l'ape regina avversaria: le formiche agilmente si spostano per tutto lo schieramento, le cavallette saltano da una parte all'altra, i ragni strisciano ai bordi mentre i pesanti scarabei scavalcano tutti gli altri.
Il gioco consiste di 22 pedine esagonali, 11 bianche e altrettante nere, ognuna di esse raffiguranti un insetto che può muoversi lungo l'alveare a seconda delle proprie peculiarità di movimento.
Esistono attualmente 3 espansioni che portano a 14 il numero di pedine di ogni fazione per un totale di 28.

## Regole
Hive è un gioco di posizionamento, non dissimile per struttura al gioco degli scacchi, si parte da un tavolo vuoto dove a turno ogni giocatore aggiunge un insetto del proprio colore "all'alveare" o quando possibile ne muove uno già in campo, alternandosi ad ogni mossa.
Le regole sono estremamente poche e basilari: 
- Ad ogni turno un giocatore potrà eseguire una delle due possibili mosse:
  1. Far entrare in gioco un insetto (finché ne restano a disposizione)
  2. Muovere un insetto già posizionato (se in grado di farlo)

- Facendo entrare in gioco un insetto, lo si deve posizionare in modo che nessuno dei suoi lati tocchi un insetto del colore avversario già posizionato, ma unicamente insetti del proprio colore. (eccezione a questa regola è la mossa iniziale in cui il secondo giocatore dovrà toccare l'insetto avversario).
- L'ape regina deve entrare in gioco entro il quarto turno.
- In mancanza dell'ape regina in gioco, gli insetti non possono muovere.
- Gli insetti muovono strisciando, qualora non possano farlo l'insetto è da considerarsi bloccato (esistono insetti che evitano questa regola).
- L'alveare deve essere unico e continuo, con anche aperture al proprio interno ma non può essere spezzato, qualsiasi movimento che infranga questa regola non può essere effettuato e l'insetto è considerato bloccato.
- Se un giocatore non può muovere un suo pezzo in campo né aggiungerne di nuovi, salta il turno che passa all'avversario: il gioco continua in questo modo finché il primo giocatore non è nuovamente in grado di fare la sua mossa.

Vince chi riesce a intrappolare l'ape regina avversaria circondandone tutti i lati. Nel caso in cui l'ultimo pezzo mosso determini l'intrappolamento di entrambe le api regine, la partita è patta.

## Tipi di insetti

### Gioco base
Nel gioco base le pedine sono 12 (15 con espansioni) per giocatore e sono suddivise in 5 differenti tipi di insetti, ognuno con una propria modalità di movimento:

#### Ape Regina (1 unità)
- È da considerarsi il pezzo più importante del gioco, paragonabile al re degli scacchi la partita è vinta se l'ape regina avversaria è completamente circondata da altre pedine, indifferentemente se proprie o avversarie. Muove strisciando di un passo alla volta attorno l'alveare

#### Scarabeo (2 unità)
- Muove di un passo alla volta, ma può anche salire sopra l'alveare e rimanervi sopra, posizionarsi sopra una qualsiasi altra pedina impedendone il movimento (lo scarabeo evita la regola del movimento strisciando)

#### Ragno (2 unità)
- Muove esattamente di tre passi (né di più né di meno) lungo l'alveare, generalmente è considerato il pezzo più debole perché estremamente facile da ostacolare

#### Formica soldato (3 unità)
- Muove in qualsiasi punto possibile dell'alveare in qualunque numero di passi, generalmente è considerato il pezzo più potente tra quelli a disposizione

#### Cavalletta (3 unità)
- Muove saltando lungo uno dei sei versi disponibili una o più pedine sino alla prima cella vuota, ma non può compiere il salto laddove non ha pedine adiacenti lungo quel verso (la cavalletta evita la regola del movimento strisciando)

### Espansioni
Le espansioni aggiungono 3 ulteriori tipi di insetti, uno per ognuna, che possono essere impiegati separatamente o tutti insieme. Le espansioni contengono ognuna 6 insetti (uno bianco ed uno nero, tre per il gioco normale e tre per la versione pocket).

#### Coccinella (1 unità)
- Muove esattamente di tre passi, i primi due sopra l'alveare e il terzo scende in una cella vuota: non può rimanere sopra l'alveare come lo Scarabeo, (la coccinella evita la regola del movimento strisciando)

#### Zanzara (1 unità)
- Non ha un proprio movimento, ma copia il sistema di movimento di qualsiasi altro insetto ad essa adiacente. Se l'unico insetto con cui è in contatto è la Zanzara avversaria non potrà muoversi, non potendone copiare il movimento

#### Onisco (1 unità)
- Muove di un passo alla volta come l'Ape regina, in alternativa, rimanendo immobile, può spostare in qualsiasi altro suo lato un qualsiasi insetto a cui è adiacente.

## Aperture
Esistono molte diverse strategie di apertura, tuttavia l'editore del gioco ne consiglia due principali:
- Ragno - Ape - Formica (a formare una V avente il ragno come vertice): è un'apertura flessibile che consente all'ape la massima libertà di movimento introducendo inoltre una formica che può muoversi per bloccare o intrappolare. Varianti comuni che rimpiazzano il ragno iniziale sono scarabeo - ape - formica oppure cavalletta - ape - formica in modo da introdurre un pezzo capace di muoversi se circondato.
- Ape - Ragno - Ragno (a formare una V avente l'ape come vertice): è un'apertura aggressiva che consente al giocatore di poter spostare i pezzi in campo già all'inizio: i ragni in uno schema piccolo possono bloccare velocemente i pezzi dell'avversario, in quanto non notano ancora i limiti nel movimento che invece sperimentano quando lo schema si allarga. Se l'avversario risponde con un'apertura identica o simile, esiste una buona possibilità di forzare la patta, se necessario, poiché le api sono adiacenti. Per questo motivo le regole da torneo proibiscono di piazzare la regina al primo turno, poiché questa apertura conduce facilmente a patte. Una variazione comune di questa apertura è ape - ragno - formica, molto simile nelle meccaniche.

In generale è sconsigliabile posizionare l'ape nel quarto turno: non solo non permette di muovere i pezzi già posizionati, ma così facendo il giocatore rischia di essere forzato a mettere in campo una considerevole quantità di pezzi che possono essere facilmente bloccati. Anche posizionare una formica al primo turno è considerata una cattiva mossa, perché si rischia di bloccare per l'intera partita questo pezzo potente.